# العلاقات البنمية الهايتية
العلاقات البنمية الهايتية هي العلاقات الثنائية التي تجمع بين بنما وهايتي.

## مقارنة بين البلدين
هذه مقارنة عامة ومرجعية للدولتين:
| وجه المقارنة                                              | بنما                      | هايتي                                |
| --------------------------------------------------------- | ------------------------- | ------------------------------------ |
| المساحة (كم2)                                             | 74.18 ألف                 | 27.75 ألف                            |
| عدد السكان (نسمة)                                         | 4.10 مليون                | 10.98 مليون                          |
| الكثافة السكانية (ن./كم²)                                 | 55.27                     | 395.68                               |
| العاصمة                                                   | بنما                      | بورت أو برانس                        |
| اللغة الرسمية                                             | اللغة الإسبانية           | لغة فرنسية، اللغة الكريولية الهايتية |
| العملة                                                    | بالبوا بنمي، دولار أمريكي | جوردة هايتية                         |
| الناتج المحلي الإجمالي (بليون دولار)                      | 61.84 مليار               | 8.41 مليار                           |
| الناتج المحلي الإجمالي (تعادل القوة الشرائية) بليون دولار | 87.37 مليار               | 18.82 مليار                          |
| الناتج المحلي الإجمالي الاسمي للفرد دولار أمريكي          | 13.27 ألف                 | 818                                  |
| الناتج المحلي الإجمالي للفرد دولار أمريكي                 | 20.89 ألف                 | 1.73 ألف                             |
| مؤشر التنمية البشرية                                      | 0.780                     | 0.483                                |
| رمز المكالمات الدولي                                      | +507                      | +509                                 |
| رمز الإنترنت                                              | .pa                       | .ht                                  |
| المنطقة الزمنية                                           | 00                        | 00                                   |

## منظمات دولية مشتركة
يشترك البلدان في عضوية مجموعة من المنظمات الدولية، منها:
| علم المنظمة | اسم المنظمة                                                          | تاريخ انضمام بنما | تاريخ انضمام هايتي |
| ----------- | -------------------------------------------------------------------- | ----------------- | ------------------ |
|             | يونسكو                                                               | 10 يناير 1950     | 18 نوفمبر 1946     |
|             | مؤسسة التمويل الدولية                                                | 20 يوليو 1956     | 20 يوليو 1956      |
|             | المركز الدولي لتسوية المنازعات الاستشارية                            | 8 مايو 1996       | 26 نوفمبر 2009     |
|             | منظمة حظر الأسلحة الكيميائية                                         | ?                 | ?                  |
|             | مؤسسة التنمية الدولية                                                | 1 سبتمبر 1961     | 13 يونيو 1961      |
|             | منظمة التجارة العالمية                                               | ?                 | ?                  |
|             | وكالة حظر الأسلحة النووية في أمريكا اللاتينية ومنطقة البحر الكاريبي ‏ | ?                 | ?                  |
|             | وكالة ضمان الاستثمار متعدد الأطراف                                   | 21 فبراير 1997    | 11 ديسمبر 1996     |
|             | الاتحاد البريدي العالمي                                              | ?                 | ?                  |
|             | منظمة الشرطة الجنائية الدولية                                        | ?                 | ?                  |
|             | الأمم المتحدة                                                        | 13 نوفمبر 1945    | 24 أكتوبر 1945     |
|             | الاتحاد الدولي للاتصالات                                             | 14 يوليو 1914     | 10 أكتوبر 1927     |
|             | البنك الدولي للإنشاء والتعمير                                        | 14 مارس 1946      | 8 سبتمبر 1953      |

## وصلات خارجية
- موقع وزارة الخارجية البنمية
- موقع وزارة الخارجية الهايتية